# Ritratto d'uomo con libro (Parmigianino)
Il Ritratto d'uomo con libro è un dipinto a olio su tela (70x52 cm) attribuito a Parmigianino, databile al 1524 circa e conservato nella York Art Gallery di York.

## Storia e descrizione
L'opera fece parte delle collezioni Farnese e dopo essere approdata a Napoli nel 1724 fu rastrellata dai Francesi nel 1789 finendo poi dispersa. Una copia su smalto di H. Bone e datata 1810 ricorda nell'iscrizione come a quell'epoca l'opera originale fosse a Todi nelle collezioni di Angelo Bonelli.
Emerso nel mercato antiquario nel 1931, fu venduto, con attribuzione al Correggio, in un'asta di Christie's a F.D. Lycett Green, il quale anni dopo ne fece dono alla galleria di York con altre centotrenta opere della sua collezione. 
Già il museo ne aveva modificata l'attribuzione al Parmigianino, ma Copertini (1962) formulò una nuova ipotesi, assegnandolo a Girolamo Mazzola Bedoli come copia di un perduto originale correggesco. In quell'occasione propose anche un'interpretazione per la scritta che a malapena si legge sul libro, "In Aet[ernum et] Ultra". Gli studiosi successivi hanno invece ribadito l'autografia del Parmigianino, soprattutto confrontando l'opera con altri ritratti antecedenti il viaggio romano, con i quali ha in comune la forte resa psicologica, l'illuminazione forte ed espressiva, il risalto dato alla mano, ornata da anelli. Essa sembra citare, abbastanza puntualmente, la mano deformata dal riflesso nello specchio convesso dell'Autoritratto giovanile a Vienna. 
Il protagonista appare infatti a mezza figura mentre, appoggiandosi ad un piano coperto da un costoso ed esotico tappeto orientale, solleva un grosso volume aperto, avvicinandoselo e assestandolo su una diagonale, che dà alla composizione un aspetto molto dinamico. 
Egli indossa un'ampia casacca nera e un berretto dello stesso colore. Dalla giubba spunta la camicia bianca con polsino pieghettato (con veloci pennellate di bianco) e una manica purpurea. Il volto, indagato con attento realismo, mostra capelli crespi, corti e neri, e una folta barbetta. Alcuni solchi sul viso indicano l'età matura dell'uomo, tra i trenta e i quaranta, e molto originale è la posa del volto, ruotato leggermente verso il basso e con lo sguardo rialzato in avanti, per metà in ombra, che in quanto a originalità e forza espressiva gareggia coi migliori esempi di ritrattistica di Tiziano dell'epoca. Lo sfondo è verde molto scuro, con una fascia dorata che simula una stola ricamata, decorata da candelabre.